# The Legend of Spyro: The Eternal Night
The Legend of Spyro: The Eternal Night (рус. «Легенда о Спайро: Вечная ночь») — вторая игра в трилогии The Legend of Spyro, перезапуске игровой серии Spyro the Dragon. Игра разработана Krome Studios (версии для PlayStation 2 и Wii), Amaze Entertainment (версия для Game Boy Advance и Nintendo DS) и The Mighty Troglodytes (версия для мобильных телефонов). В версии для Game Boy Advance стала последней видеоигрой, выпущенной в Европе на эту консоль. В The Eternal Night главным противником является Король обезьян, который дорвался до власти и полон решимости возродить Тёмного Мастера в Ночь Вечной Тьмы.

## Сюжет
Эта история является продолжением предыдущей части и начинается с того, что Спайро бежит за Огарой (Cynder в англ. версии) через джунгли, окружающие Храм Драконов. Спайро догоняет её и просит не уходить. Огара сожалеет о том, что она сделала в предыдущей игре и хочет узнать к какому миру принадлежит в настоящее время, полагая, что ей нет места в храме. Она убегает, оставляя Спайро в одиночестве. После её ухода на Храм Драконов нападают обезьяны. После того, как Спайро отражает атаку, Салютус, лидер драконов и мастер огня, говорит Спайро искать дерево, которое Спайро видел в своих видениях (в них же он получает обратно свои силы, которые потерял в конце предыдущей игры). Сам Салютус отправляется искать помощи против обезьян. В своих видениях Спайро встречает дракона, известного как Летописец, который просит Спайро найти его. Когда Спайро находит дерево (в версии Game Boy Advanceон попадает в пещеру), оно вдруг превращается в чудовище по имени Арборик (в версии Game Boy Advance чудовище зовется Naga) и нападает на Спайро. После победы над ним, Спайро попадает в плен к пиратам и дерётся на борту их кораблей в гладиаторских боях.
После побед над другими врагами на арене, Спайро должен бороться с Огарой которую пираты так же схватили. Прежде чем они могут придумать совместный план побега, на корабль нападают и Огару похищают. Когда Спайро сбегает с пиратских кораблей, он обнаруживает, что обезьяны создали базы на горе Мальфор, также известной как Колодец душ, и пытаются оживить Тёмного Мастера. Кроме того, он обнаруживает, что именно они держат Огару в плену, намереваясь вновь поработить её.
Спайро в конце концов находит Летописца, который рассказывает ему о Тёмном Мастере. По его словам, Тёмный Мастер был первым фиолетовым драконом, его сила позволила ему освоить все стихии в совершенстве. Он становился все сильнее и жаждал власти, а потому был запечатан древними драконами, но до этого он научил обезьян использовать магию драконов. Летописец хочет спрятать Спайро от Тёмного Мастера на более позднее время, но Спайро настаивает на своем и отправляется спасать Огару.
Когда он попадает в логово, Король обезьян заставляет Огару атаковать Спайро. Но та нападает на него самого. Король обезьян одним ударом отшвыривает Огару прочь, и Спайро приходится драться один на один. Во время боя Спайро падает в Колодец душ, который награждает его темной энергией. Он использует эту огромную силу для уничтожения Короля обезьян. Далее Спайро поднимается к своим друзьям, но вновь попадает в луч темной энергии, из которого его вытаскивает Огара. Вскоре гора начинает рушиться, и друзья оказываются в западне. Спайро вспоминает слова Летописца и заключает себя, Спаркса и Огару в кристалл. Свидетелем этого события стал Охотник. История продолжается в The Legend of Spyro: Dawn of the Dragon.

## Игровой процесс
Геймплей по большей части копирует предыдущую игру The Legend of Spyro: A New Beginning. Спайро должен пройти до конца уровня в линейном порядке и победить босса в конце каждого. Тем не менее, здесь гораздо больше внимания уделено разведке и головоломкам.
Спайро учится различным дыханиям у Летописца, который встречается ему во сне. Всего они четырёх элементов: Огонь, Лёд, Электричество, Земля. Каждое из них имеет своё воздействие, различные комбо и супер атаки. Дыхания так же можно улучшать, собирая камни которые разбросаны по миру и которые выпадают из повержанных врагов: красные камни — здоровье, зелёные — энергия для дыханий, пурпурные и голубые камни — одни пополняют энергию для супер атаки, а другие накапливают особую энергию для улучшения дыханий.
Так же, у Спайро присутствуют атаки с различными комбинациями:
- Несколько видов тарана (удар рогами). Во время прыжка и атаки, Спайро может завершить её тараном. Тогда враг отлетит. Возможно использовать удар и на земле. И во время подкидывания врага
- Обычный удар. При постоянном нажатии на кнопку атаки Спайро бьет рогами и хвостом. Так же этой атакой можно подкинуть врага вверх и продолжать добивать, нажимая на эту же кнопку. 
Порой во время атак (чаще в воздухе) начинается замедленная съемка.

Спайро учится способности «Время Дракона» у Летописца который позволяет ему замедлять время. Спайро может использовать эту способность чтобы перейти на платформы, которые слишком быстро двигаются или для победы над врагами.
Из предметов в игре помимо кристаллов присутствуют перья (всего их 40. Каждое собранное перо дает игроку 5 концепт-артов.) и маски (10 штук, зеленые — энергия, а красные — жизнь).

## Оценка игры крупными игровыми изданиями
| Сводный рейтинг | Сводный рейтинг | Сводный рейтинг | Сводный рейтинг | Сводный рейтинг |
| Издание         | Оценка          | Оценка          | Оценка          | Оценка          |
| Издание         | DS              | GBA             | PS2             | Wii             |
| --------------- | --------------- | --------------- | --------------- | --------------- |
| GameRankings    | 56,33 %         | 81,75 %         | 58,64 %         | 62,06 %         |
| Metacritic      | 56/100          | 80/100          | 54/100          | 60/100          |

Легенда о Спайро: Вечная ночь, как и его предыдущая игра серии, получила смешанные отзывы.